# Emanuel Kayser

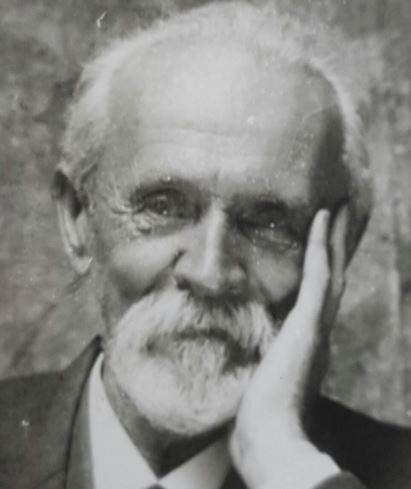
Emanuel Kayser

Friedrich Heinrich Emanuel Kayser (* 26. März 1845 auf dem Rittergut Friedrichsberg, Groß Friedrichsberg bei Königsberg in Preußen; † 29. November 1927 in München) war ein deutscher Geologe und Paläontologe. Er war Rektor der Philipps-Universität Marburg.

## Leben und Wirken
Emanuel Kayser wurde als erstes von fünf Kindern des Ritterguteigentümers Johann Jacob August Heinrich Kayser (1817–1910 in Dorf Tirol bei Meran) und seiner Ehefrau Amalie Dorothea Kayser, geb. von Metz (1812 in Smolensk, † 1880 in Berlin) geboren. Seine jüngeren Geschwister waren Elisabeth, Anna, Marie sowie der Physiker Heinrich Kayser.
Emanuel Kayser verbrachte seine ersten Lebensjahre in Bingen am Rhein. Er wurde von 1854 bis 1857 aufgrund einer durch Zarin Alexandra Fjodorowna bis zur Promotion gewährten Pension für die Ausbildung in das von seiner Großmutter Elisabeth Maria von Metz geleitete Kaiserliche Erziehungshaus in Moskau aufgenommen. Ab 1858 besuchte Kayser das Humanistische Gymnasium in Wiesbaden, ab 1860 das Pädagogium in Halle, wo er 1863 die Reifeprüfung ablegte.
Ab dem Sommersemester 1864 bis 1869 studierte Kayser, zunächst Naturwissenschaften an der Friedrichs-Universität Halle (1864–1866), 1866 und 1867 an der Ruprecht-Karls-Universität Heidelberg und schließlich in Berlin von 1867 bis 1869 mit dem Schwerpunkt Geologie und Paläontologie. Am 31. Januar 1870 wurde er an der Friedrich-Wilhelms-Universität Berlin mit einer Arbeit über die Kontaktmetamorphose der körnigen Diabase im Harz zum Dr. phil. promoviert.
Im Jahr 1871 wurde Kayser Privatdozent der Geologie an der Friedrich-Wilhelms-Universität Berlin. Nach seiner am 30. April 1872 ebenda erfolgten Habilitation wurde er 1872 zunächst Privatdozent an der Bergakademie Berlin, der heutigen Technischen Universität Berlin, und 1882 ebendort Titularprofessor. Von 1873 bis 1885 war er zudem Landesgeologe bei der Preußischen Geologischen Landesanstalt mit Lehrverpflichtung für die Allgemeine Geologie. Für die Preußische Geologische Landesanstalt fertigte er 12 Blätter der Geologischen Spezialkarte von Preußen und den Thüringischen Staaten (1:25.000). Er wurde nach seinem Ausscheiden 1885 deren auswärtiger Mitarbeiter und blieb als solcher bis zu seiner Emeritierung tätig.
Im Jahr 1885 folgte Kayser dem Ruf der Philipps-Universität Marburg auf den Lehrstuhl als ordentlicher Professor für Geologie und Paläontologie. Einen 1890 an ihn ergangenen Ruf auf den Lehrstuhl für Geologie und Paläontologie der Albertus-Universität Königsberg lehnte er, ebenso wie einen 1892 erfolgten Ruf der Schlesischen Friedrich-Wilhelms-Universität zu Breslau, ab. Im Jahr 1897 war Kayser Rector Magnificus und 1898 Prorektor der Philipps-Universität Marburg und in den Jahren 1893 und 1909 war er dort Dekan der Philosophischen Fakultät. Nach seinem 32-jährigen Ordinariat wurde er 1917 emeritiert. Seinen zehnjährigen Ruhestand verlebte er in München.
Emanuel Kayser wurden zahlreiche Ehrungen zuteil. Die Deutsche Akademie der Naturforscher Leopoldina wählte ihn 1883 zum Mitglied. Im Jahr 1891 wurde er als korrespondierendes Mitglied in die Londoner Geological Society aufgenommen, 1899 wurde er dort zum ausländischen Mitglied gewählt. Im Jahr 1892 wurde er korrespondierendes Mitglied in der Russischen Akademie der Wissenschaften in Sankt Petersburg, 1909 wurde er als erster Nicht-Amerikaner korrespondierendes Mitglied der Geological Society of America, 1915 wurde Kayser Mitglied der Bayerischen Akademie der Wissenschaften, 1916 korrespondierendes Mitglied in der Geologiska Föreningen in Stockholm, 1917 korrespondierendes Mitglied der Preußischen Akademie der Wissenschaften und ab 1922 war er korrespondierendes Mitglied der Geologischen Gesellschaft von China. Von 1910 bis 1920 war er Vorsitzender der Geologischen Vereinigung, die er 1910 gegründet hatte.

### Privates
Am 2. September 1878 heiratete Kayser in Dobbin (Mecklenburg) Marie Henriette Margarethe Charlotte Eleonore Hand (1860–1944). Aus der Ehe gingen die vier Kinder Cäcilie (* 1879), Wolfgang (1880–1884), Maria Theresia (* 1883) und Gerhard Heinrich Wolfgang (1886–1961) hervor.

## Forschungsschwerpunkte

### Geologische Forschungen
Emanuel Kayser galt weltweit als eine der beiden Hauptautoritäten des Devon und „the great Devonkenner of Europe“.
Er befasste sich vor allem mit der Stratigraphie, Paläontologie und Tektonik des Paläozoikums, besonders im Harz und im Rheinischen Schiefergebirge. Die von ihm 1870 und 1871 entwickelte „Gliederung des Ober-Devon war bahnbrechend und wurde später als allgemein gültig anerkannt“. Die im Rahmen seiner Untersuchungen des Harzes gewonnenen Resultate veranlassten Kayser zu einer Neugliederung des Devon, da die drei Stufen F., G. und H. Barrandes aus dem Silur in das Devon zu stellen sind und die ihnen entsprechende Hercynische Stufe des Harzes als Fazies des Spiriferensandsteins zu betrachten ist. Kayser galt aufgrund seiner Arbeiten im Rheinischen Schiefergebirge als der „gründlichste Kenner des älteren Palaeozoikums“.
Er forschte und publizierte aber auch zu Schottland, Böhmen, Belgien, Frankreich, Italien, Russland (Ural, Kaukasus, Krim) und den außereuropäischen Faunen vor allem in den Vereinigten Staaten, sowie New York, China, Südamerika, dort insbesondere Argentinien und Brasilien, zum südlichen Afrika sowie zur Türkei und zu den Polarregionen.
Kayser war der erste Paläontologe, der Fossile der argentinischen Prä-Kordilleren beschrieb. Kayser beschrieb zudem als einer der ersten Autoren überhaupt die Devonischen Ablagerungen Paranás im Süden Brasiliens und die Paläontologie Chinas, wie die Brachiopoden des Kambriums, die devonischen Versteinerungen des südwestlichen China, devonische wie auch karbonische Versteinerungen von Tschau-Tien (Sichuan-Becken) und zudem die Oberkarbonische Fauna von Loping.

### Darwinscher Artbegriff
In der wissenschaftlichen Auseinandersetzung um den Artbegriff stellte Kayser sich 1870 an die Seite der noch um wissenschaftliche Anerkennung ringenden Auffassung Darwins.

### Erdatmosphäre
Zwischen 1896 und 1909 führte Kayser, unterstützt von Knud Ångström und seinem Bruder Heinrich Kayser, einen wissenschaftlichen Disput mit Svante Arrhenius über die Bedeutung des CO2-Gehaltes der Atmosphäre für den Klimawandel und ihren Einfluss auf die Eiszeiten.
Dabei ging es unter anderem um einen möglichen Zusammenhang zwischen der Zunahme des Kohlendioxidgehaltes der Luft nach großen Eruptionsperioden sowie der Bildung von Kohlenlagern und der Kohlensäureabnahme und ihrem Zusammenhang mit Eiszeiten. Einen solchen Zusammenhang konnte Kayser auch mit physikalischen Gründen erfolgreich zurückweisen.

### Meteoritenfund
Einer der mit 63 kg größten in Deutschland je gefundenen Meteoriten und zugleich der schwerste Meteorit, dessen Fall je in Deutschland beobachtet wurde, der Meteorit von Treysa, ein Oktaedrit (IIIB), fiel am 3. April 1916; Kayser als Direktor des Geologisch-Paläontologischen Instituts und der Direktor des Physikalischen Instituts der Philipps-Universität Marburg, Franz Richarz, konnten nach Auslobung einer Belohnung von 300 Reichsmark am 5. März 1917 die Fundstelle in Rommershausen nördlich von Treysa besichtigen und den durch den Förster Hupmann gefundenen Meteoriten sichern.
In seinen Lebenserinnerungen beschrieb Kayser die Fundstelle.

### Kontinentaldrift
Kayser war 1912 der Erste, der einzige Geologe und überhaupt einer der Wenigen, die die Hypothese des derzeit unbekannten Alfred Wegeners zur Kontinentaldrift unterstützten. Zunächst eröffnete Kayser Alfred Wegener die Möglichkeit zur Habilitation. Er hatte Wegener bereits als Dekan der Philosophischen Fakultät besondere Aufmerksamkeit geschenkt und den unbekannten Bewerber am 21. Februar 1909 seinen Fakultätskollegen nachdrücklich schriftlich für das Habilitationsverfahren empfohlen. Allein aufgrund des Einsatzes „des hoch geachteten Kollegen Kayser“ wurde die Habilitation Wegeners bereits am 8. März 1909 von der Fakultät beschlossen. Wegener hatte die Idee des Auseinanderreißens und Verdriftens von Kontinenten beim Durchblättern des neuen Handatlasses des Kayser-Schülers Karl Andrée in den Weihnachtstagen des Jahres 1910 und der dort erkennbaren geographischen Homologie zwischen Afrika und Südamerika erhalten. Kayser ermutigte Wegener aufgrund seiner eigenen Zweifel an der bis dahin herrschenden Meinung, seine Idee der Kontinentalverschiebung zu publizieren und ließ ihm während der Ausarbeitung das benötigte erhebliche Datenmaterial – Wegener selbst sprach von neun Zehnteln der Daten – durch seinen Privatdozenten Hans Cloos zukommen. Kayser gab Wegener, nachdem er ihm bereits die Möglichkeit zur Habilitation eröffnet, ihn angeregt und mit den maßgeblichen Daten für seine Theorie versorgt hatte, auch die Möglichkeit, die neue Auffassung von der Kontinentalverschiebung wissenschaftlich bekannt zu machen. Auf Anregung Kaysers hielt Wegener auf der Tagung der Geologischen Vereinigung, deren Gründer und derzeitiger Präsident Kayser war, am 6. Januar 1912 in Frankfurt im Senckenberg-Museum seinen ersten öffentlichen Vortrag zu dem Thema. Wegener bat Kayser dann, ihm die Möglichkeit zur Publikation seiner Hypothese zu gewähren, was ihm Kayser erneut ermöglichte, indem er ihm die Veröffentlichung einer gekürzten und an den geologischen Fakten orientierten Fassung seines Erstvortrages in der von Kayser herausgegebenen Geologischen Rundschau, der Zeitschrift von Kaysers Geologischer Vereinigung, einräumte. Die von Kayser geförderte Arbeit Wegeners erschien unter dem Titel die „Entstehung der Kontinente“ in der Geologischen Rundschau 3 (1912), S. 276–292. Wegener stützte sich bei der Ausarbeitung seiner Arbeit auf zwei „den modernen Wissenstand widergebende Lehrbücher“. Es waren dies „die 1909 erschienene 4. Auflage“ von Kaysers Lehrbuch und Maurycy Pius Rudzkis „Die Physik der Erde“ von 1911. „Emanuel Kayser, in the front rank of science“ wird als „Wegener’s great geological guide“ beschrieben. Kaysers Geologisches Institut in Marburg versorgte Wegener zudem nach dessen eigener brieflicher Aussage vom Januar 1912 völlig selbstlos auf Anordnung Kaysers mit neun Zehnteln der für seine Ausarbeitung der „Entstehung der Kontinente“ erforderlichen Daten.

## Werke

### Lehrbücher
Neben seinen zahlreichen Einzelarbeiten ist Kayser durch seine über Deutschland hinaus bekannten Bücher, insbesondere das – bis zu seinen Lebzeiten in acht Auflagen erschienene – zu einem vierbändigen Handbuch angewachsene Lehrbuch der Allgemeinen Geologie und Lehrbuch der Geologischen Formationskunde (1893) sowie seinen einbändigen kurzen Abriss – zu Lebzeiten in fünf Auflagen erschienen – berühmt geworden, welche englische Übersetzungen erfuhren. Das von Kayser verfasste Lehrbuch war das über Jahrzehnte hinweg „verbreitetste Geologie-Lehrbuch deutscher Zunge“, es wurde als „das beste deutsche Lehrbuch der Geologie“, „das zuverlässigste Lehrbuch der Erde“, bezeichnet, dem „sich in deutscher Sprache kein Werk, in fremder nur ganz wenige an die Seite stellen können, geschweige denn es übertreffen“. Durch seine Werke hat Kayser „tiefen Einfluss auf mehrere Generationen deutscher Geologen“ gehabt. Sein „Lehrbuch der Geologie“ wie auch sein „Abriss der Geologie“ wurden vom Präsidenten der Geological Society of America und der Paleontological Society, dem Yale Professor Charles Schuchert, aufgrund des „Reichtums an wertvoller Information“ als „von unermesslichen Einfluss auf Studenten und Geologen, nicht nur in Deutschland, sondern auch in anderen Ländern“ bewertet. Schuchert würdigte Kayser als „Germany’s great writer of geological text books“ und „the leader of the text-book writers“.
Kaysers Lehrbuchs der Geologie (vol. II) erschien in einer englischen Übersetzung und herausgegeben von Philip Lake (University of Cambridge) unter dem Titel Textbook of Comparative Geology im Vereinigten Königreich und den Vereinigten Staaten in mehreren Auflagen. Noch im Jahr 1981 wurde Kayser „als weit über Deutschland hinaus geachteter Geologe und Paläontologe“ beschrieben. Der „Abriss der Geologie“ ist zunächst von Roland Brinkmann, später von Werner Zeil und Karl Krömmelbein in Neuauflagen, zuletzt in zwei Bänden, bis zur 14. Auflage 1991 fortgeführt worden.

### Paläontologische Abhandlungen
1882 gründete Kayser mit Wilhelm Dames die Paläontologischen Abhandlungen (später Geologische und Palontäologische Abhandlungen), deren Herausgabe er 1897 nach 7 Bänden an Ernst Koken übertrug. Veröffentlicht wurden u. a. Monographien zum Archaeopteryx lithographica. 1884 und 1885 war er der Chefredakteur der Zeitschrift der Deutschen Geologischen Gesellschaft, in der er bereits seit 1869 regelmäßig veröffentlicht hatte.

### Geologische Vereinigung
Kayser war von 1910 bis 1920 der erste Vorsitzende der von ihm 1910 mitbegründeten Geologischen Vereinigung, welche seit 2015 den Namen Deutsche Geologische Gesellschaft – Geologische Vereinigung trägt. Seit 1910 gab die Geologische Vereinigung die Geologische Rundschau heraus. Vom Jahr 1999 an erscheint diese unter dem Titel International Journal of Earth Sciences. Kayser begründete 1882 die Zeitschrift Paläontologische Abhandlungen (später: Geologische und Paläontologische Abhandlungen), die er – bis 1897 mit Wilhelm Dames – herausgab.
Zu seinen Schülern gehörten seine Assistenten, Doktoranden, Privatdozenten und Habilitanden Fritz Drevermann (1899–1905), später Professor für Geologie und Paläontologie an der Universität Frankfurt am Main sowie geschäftsführender Direktor des Senckenberg Naturmuseums und Fritz Herrmann (1909–1913), seine Habilitanden Theodor Lorenz (1904–1907) und Rudolf Richter, später Professor für Geologie und Paläontologie an der Universität Frankfurt am Main und Direktor des Senckenberg Naturmuseums, sein Habilitand und Privatdozent Karl Andrée (1910–1915), später Professor für Geologie und Paläontologie sowie Rektor der Albertus-Universität in Königsberg, sein Privatdozent Hans Cloos (1914–1917), später Professor für Geologie an den Universitäten Breslau und Bonn, seine Assistenten Ernst Hüffner, August Denckmann, später Professor an der Bergakademie Berlin, Alfons von Dittmar, Paul Gustav Krause, Paul Dienst, Heinrich Lotz und Walter Viëtor sowie seine Doktoranden Werner Paeckelmann und Karl Heinrich Schlossmacher, später Professor für Mineralogie und Petrographie an der Johannes Gutenberg-Universität Mainz.

## Trivia
Während der Monate Mai bis Juli 1912 war der damals siebzehnjährige Aldous Huxley Kaysers persönlicher Gast in Marburg und wurde von ihm auf u. a. auf langen Exkursionen in die deutsche Kultur eingeführt. Huxley verarbeitete seinen langen Besuch in seinen Briefen, einem heute in der Universität der Stanford University befindlichem Skizzenbuch, in welchem er neben dem kulturellen Leben in Kaysers Familie auch Kaysers Umfeld, so dessen Hund, skizzierte, und in den Erzählungen „Nuns at luncheon“ and „The Nun’s Tragedy“. In Kaysers Lebenserinnerungen wird der junge Huxley im Gegensatz zu zahllosen anderen ausländischen Gästen jedoch nicht erwähnt.
Kayser wuchs mit der deutschen, russischen, französischen und italienischen Sprache, die in der Familie gesprochen wurden, auf und sprach zudem die lateinische, griechische, hebräische und englische Sprache.
In seinen Erholungsstunden widmete sich Kayser – selbst Geiger und Kammermusiker – ganz der Pflege der Musik.

## Ehrungen

### Ehrenmitgliedschaften
- 1877: Korrespondierendes Mitglied der Société geòlogique du Nord[38]
- 1883: Mitglied der Deutschen Akademie der Naturforscher Leopoldina – Sektion Geologie und Paläontologie
- 1891: Korrespondierendes Mitglied der Londoner Geological Society
- 1892: Korrespondierendes Mitglied der Russischen Akademie der Wissenschaften in St. Petersburg
- 1899: Ausländisches Mitglied der Geological Society of London
- 1902: Ehrenmitglied der Schweizerischen Naturforschenden Gesellschaft
- 1909: Korrespondierendes Mitglied der Geological Society of America
- 1910: Mitbegründer der Geologischen Vereinigung
- 1915: Mitglied der Bayerischen Akademie der Wissenschaften
- 1916: Korrespondierendes Mitglied der Geologiska Föreningen in Stockholm
- 1917: Korrespondierendes Mitglied in der Preußischen Akademie der Wissenschaften
- 1918: Ehrenmitglied der Gesellschaft zur Beförderung der Gesamten Naturwissenschaften in Marburg
- 1921: 1. Ehrenmitglied der Deutschen Geologischen Gesellschaft[39]
- 1922: Korrespondierendes Mitglied der Geologischen Gesellschaft von China[14]
- 1926: Ehrenmitglied des Nassauischen Vereins für Naturkunde[40]

### Titel
- 1909: Verleihung des Titels Geheimer Regierungsrat

### Geographische Bezeichnungen
- Emanuel Creek, Westaustralien, Kimberley Division, Fundort von Nautiloideen der Gattung Hemichoanella aus dem Unteren Ordovizium (Emanuel limestone)[41]
- Emanuel Formation, Westaustralien, Fundort von Conodonten der Gattung Protoprioniodus aus dem Unteren Ordovizium[42]
- Kayser-Leith area (North Dakota, Vereinigte Staaten)

### Gattungs- und Artnamen
| Liste |
| --- |
| - Cnidaria (Nesseltiere) - Rugosa (Tetracorallia) - Lophophyllidium kayseri - Scleractinia (Steinkorallen) - Paracyathus kayserensis Vaughan – Caryophylliidae - Brachiopoda (Armfüßer) - Chonetes (Chonetes) cf. kayseri Paeckelmann - Coeloterorhynchus kayseri - Coelotherorhynchus kayseri Rigaux - Cyrtiopsis kayseri Grabau - Dipleura kayseri - Enteletes kayseri Waagen - Eoorthis kayseri Walcott (Orthis Plectorthis kayseri Walcott) – Orthida - Glossinulus kayseri - Gypidula (Plicogypa) kayseri Peetz - Kayserella Hall & Clarke - Kayserella emanuelensis Veevers - Kayserella lepida Biernat - Kayserella costatula Lenz - Kayseria lens Davidson - Orthothetes (Orthothetina) kayseri - Parapugnax ex gr. kayseri (Rig.) - Pentamerus kayseri Peetz - Plebejochonetes kayseri - Plicogypa cf. kayseri - Productella cf. kayseri Paeck - Productorthis kayseri Kozlowski - Pugnax kayseri Tschernyschew 1902 / Rigaux - Skenidioides kayseri - Streptorhynchus kayseri Schellwien / Bed / Schenk - Stropheodonta kayseri - Uncinulus kayseri Barrois - Mollusca (Weichtiere) - Bivalvia (Muscheln) - Heterodonta - Goniophora kayseri - Nuculida - Nucula kayseri Clarke - Pteriomorphia - Ctenodonta (Palmoneilo) kayseri - Cyrtodonto kayseri Beushausen - Gosseletia (Cyrtodontopsis) kayseri Frech (Cyrtodontopsis syn. Gosseletia (Cyrtodontopsis)) - Tellinites - Tellinites (Koenenia) kayseri - Tellinites gibbosa var. kayseri Beushausen - Nuculanoidea - Palaeoneilo kayseri Beushausen - Cephalopoda (Kopffüßer) - Ammonoidea (Ammoniten) - Goniatitida (Goniatiten) und Ceratitida (Ceratiten) - Alpinites kayseri Bogoslovskiy/Schindewolf - Discoclymenia kayseri - Goniatites kayseri (syn. Mesobeloceras kayseri Holzapfel) - Pericyclus kayseri Schmidt - Posttornoceratidae - Wedekindoceras kayseri Schindewolf (Wedekindoceras syn. Discoclymenia) - Neocomitidae - Tirnovella kayseri - Orthocerida - Palorthoceras kayseri Kröger, Beresi & Landing 2007 - Nautiloidea (Nautiloideen) - Nautilus kayseri Loczy - Gastropoda (Schnecken) - Neritimorpha - Platyceras kayseri - Orthogastropoda - Lahnospira kayseri Ulrich (syn. Pleurotomaria kayseri Ulrich) – Vetigastropoda - Naticopsis kayseri Holzapfel - Trilobita (Trilobiten) - Ptychopariida - Angelina kayseri - Phacopida - Kayserops megaspina Delo - Trimerus kayseri Thomas - Asaphida - Asaphellus kayseri - Emanuelaspis (Emanuelina) Laurie and Shergold 1996 - Emanuelaspis (Emanuelina) peculiaris Laurie and Shergold 1996 (Typus) - Emanuelaspis (Emanuelina) expansa Laurie and Shergold 1996 - Kayseraspis - Kayseraspis asaphelloides - Kayseraspis brackebuschi - Proetida - Dechenella (Basidechenella) kayseri Rud. Richter - Otarion (Aulacopleura) kayseri Holzapfel, veraltet Arethusina kayseri (Untergattung Otarion (Aulacopleura) ist Syn. für Gattung Aulacopleura) - Pancrustacea (Krustentiere und Sechsfüßer) - Ostracoda (Ostrakoden) - Cushmanidea kayserensis Krutak - Hemichordata (Kiemenlochtiere): Graptolithina (Graptolithen) - Monograptus kayseri - Conodonta (Conodonten) - Bizignathus kayseri (Bisch. & Zieg.) - Gnathostomata (Kiefermäuler) - Acanthodii (Acanthodei syn. Acanthodii): Acanthoessidae - Machaeracanthus kayseri Kegel - Actinistia - Diplocercides kayseri von Koenen - Plantae (Pflanzen) - Actinostrobites kayseri Schindehütte - Ilsaephytum kayseri Weiss - Plantae: Lomandroideae - Murchisonia kayseri Spitz, Lomandroideae - Loranthaceae (Riemenblumengewächse) - Agelanthus kayseri (Adolf Engler) - Loranthus kayseri (Adolf Engler) - Orchidaceae: Orchideae (Orchideen) - Bonatea kayseri (Rolfe) - Habenaria kayseri (Kraenzl.) |

## Schriften
- Lehrbuch der Allgemeinen Geologie. 8. Auflage. Stuttgart 1893. 1924 (Lehrbuch der Geologie, 4 Bände, 1. und 2. Band: Allgemeine Geologie). 6. Auflage, Enke 1921; archive.org.
- Lehrbuch der Geologischen Formationskunde. Stuttgart 1891. 8. Auflage: 1923. 2. Auflage: 1902, archive.org (Lehrbuch der Geologie in zwei Teilen, II. Teil: Geologische Formationskunde).
- Abriß der Allgemeinen und Stratigraphischen Geologie. Stuttgart 1915. 5. Auflage: 1925.
- Textbook of Comparative Geology (Übers. Philip Lake). S. Sonnenschein & Co., Cambridge. MacMillan & Co., New York 1893, 2. Auflage: 1925. Macmillan, 1893; archive.org.
- Die Brachiopoden aus Mittel – und Ober-Devon der Eifel. In: Zeitschrift der Deutschen Geologischen Gesellschaft, XXIII, S. 491–647.
- Über primordiale und untersilurische Fossilien aus der Argentinischen Republik. In: Alfred Wilhelm Stelzner (Hrsg.): Beiträge zur Geologie und Paläontologie der Argentinischen Republik. Teil 2: Paläontologie. Theodor Fischer, Kassel 1876; archive.org.
- Beiträge zur Kenntnis einiger paläozoischer Faunen Süd-Amerikas. In: Zeitschrift der Deutschen Geologischen Gesellschaft, 49, S. 274–311.
- Alguns fósseís paleozóicos do Estado do Paraná. In: Revista do Museu Paulista 4, 1900, S. 300–311.
- „Cambrische Brachiopoden von Liau-Tung“. In: Ferdinand von Richthofen, China. Band 4, Berlin, 1883, S. 34–36.
- Palaeontological Notes. In: Am. Journ. of Sc., 1885, vol. XXIX, S. 114.
- Note on some palaeozoic Pteropoda. In: Am. Journ. of Sc., 1885, vol. XXX, S. 17.
- Classification of the Cambrian system of North America. In: Am. Journ. of Sc., 1886, XXXII, S. 138–157.
- The Cambrian System in the United States and Canada. In: Bullet. of the Philosoph. Soc. of Washington, 1883, vol VI, S. 89–102
- Palaeozoic Rock of Central Texasa. In: Am. Journ. of Sc., 1884, 3. s. XXVIII, S. 431–433.
- Fauna of the „Upper Taconic“ of Emmons in Washington County, N. Y. Mit einer Tafel. In: Amer. Journ., 1887, XXXIV, S. 187–199.
- The Taconic system of Emmons and the use of the name Taconic in geological nomenclature. In: Am. Journ. of Sc., Vol. XXXV. 229–242, 307–327, 394–401. 1888. Mit 1 geolog. Karte und 1 Profilskizze.
- Fauna of the „Upper Taconic“ of Emmons in Washington County, N. Y. In: Am. Journ. of Sc., September 1887, Vol. 34, S. 187–199. Mit 1 palaeont. Tafel.
- Descriptive notes of new genera and species from the Lower Cambrian or Olenellus-Zone of North America. In: Proceed. of the U. St. National Museum, Washington, 1889, XII, S. 33–46.
- Precarboniferous Strata in the Grand Cañon of the Colorado. In: Am. Journ. of Sc., 1883, XXVI, S. 437–442
- Studien aus dem Gebiete des Rheinischen Devons. Heft 1–4. In: Zeitschrift der Deutschen Geologischen Gesellschaft: 1. Das Devon der Gegend von Aachen. 1870. Band 22, S. 841–852. 2. Die devonischen Bildungen der Eifel. 1871. Band 23, S. 289–376. 3. Die Fauna des Roteisensteins von Brilon. 1872. Band 24, S. 653–700. 4. Über die Fauna des Nierenkalks vom Enkeberge und der Schiefer von Nehden bei Brilon und über die Gliederung des Oberdevons im Rheinischen Schiefergebirge. 1873. Band 25, S. 602–674.
- Die Fauna der ältesten Devon-Ablagerungen des Harzes, 1878
- Die Fauna des Hauptquarzits und der Zorger Schiefer des Unterharzes, 1889
- „Zur Arrhenius – Frech’schen Kohlensäure – Hypothese“, Centralblatt für Mineralogie, Geologie und Paläontologie, 1908, S. 553–556.
- Die Fauna des Dalmanitensandstein von Kleinlinden bei Gießen (= Schriften der Gesellschaft zur Beförderung der Gesamten Naturwissenschaften). Band 13, Marburg 1896.
- mit Werner Paeckelmann: Geologische Karte von Preußen und benachbarten Bundesstaaten, Blatt Niederwalgern. Königlich Preußische Geologische Landesanstalt (Hrsg.), Berlin 1915.
- mit Werner Paeckelmann: Geologische Karte von Preußen und benachbarten Bundesstaaten, Blatt Marburg. Königlich Preußische Geologische Landesanstalt (Hrsg.), Berlin 1915.
- mit Heinrich Lotz: Geologische Karte von Preußen und benachbarten Bundesstaaten, Blatt Ober-Scheld. Königlich Preußische Geologische Landesanstalt (Hrsg.), Berlin 1907.
- Geologische Karte von Preußen und benachbarten Bundesstaaten, Blatt Oberheldrungen. Königlich Preußische Geologische Landesanstalt (Hrsg.), Berlin 1900.
- Geologische Karte von Preußen und benachbarten Bundesstaaten, Blatt Weissensee. Königlich Preußische Geologische Landesanstalt (Hrsg.), Berlin 1900.
- Geologische Karte von Preußen und benachbarten Bundesstaaten, Blatt Greussen. Königlich Preußische Geologische Landesanstalt (Hrsg.), Berlin 1900.
- Geologische Karte von Preußen und benachbarten Bundesstaaten, Blatt Artern. Königlich Preußische Geologische Landesanstalt (Hrsg.), Berlin 1900.
- Geologische Karte von Preußen und benachbarten Bundesstaaten, Blatt Leimbach. Königlich Preußische Geologische Landesanstalt (Hrsg.), Berlin 1900.
- Geologische Karte von Preußen und benachbarten Bundesstaaten, Blatt Hettstedt. Königlich Preußische Geologische Landesanstalt (Hrsg.), Berlin 1900.
- Geologische Karte von Preußen und benachbarten Bundesstaaten, Blatt Cönnern. Königlich Preußische Geologische Landesanstalt (Hrsg.), Berlin 1900.
- Geologische Karte von Preußen und benachbarten Bundesstaaten, Blatt Lauterberg. Königlich Preußische Geologische Landesanstalt (Hrsg.), Berlin 1900.